# Zabodakva, Lohvîțea
Zabodakva (în ucraineană Забодаква) este un sat în comuna Bodakva din raionul Lohvîțea, regiunea Poltava, Ucraina.

## Demografie
Componența lingvistică a localității Zabodakva
     Ucraineană (100%)
Conform recensământului din 2001, toată populația localității Zabodakva era vorbitoare de ucraineană (100%).